# Pleocaulus
Pleocaulus là chi thực vật có hoa trong họ Acanthaceae.